# Davis Lake Provincial Park

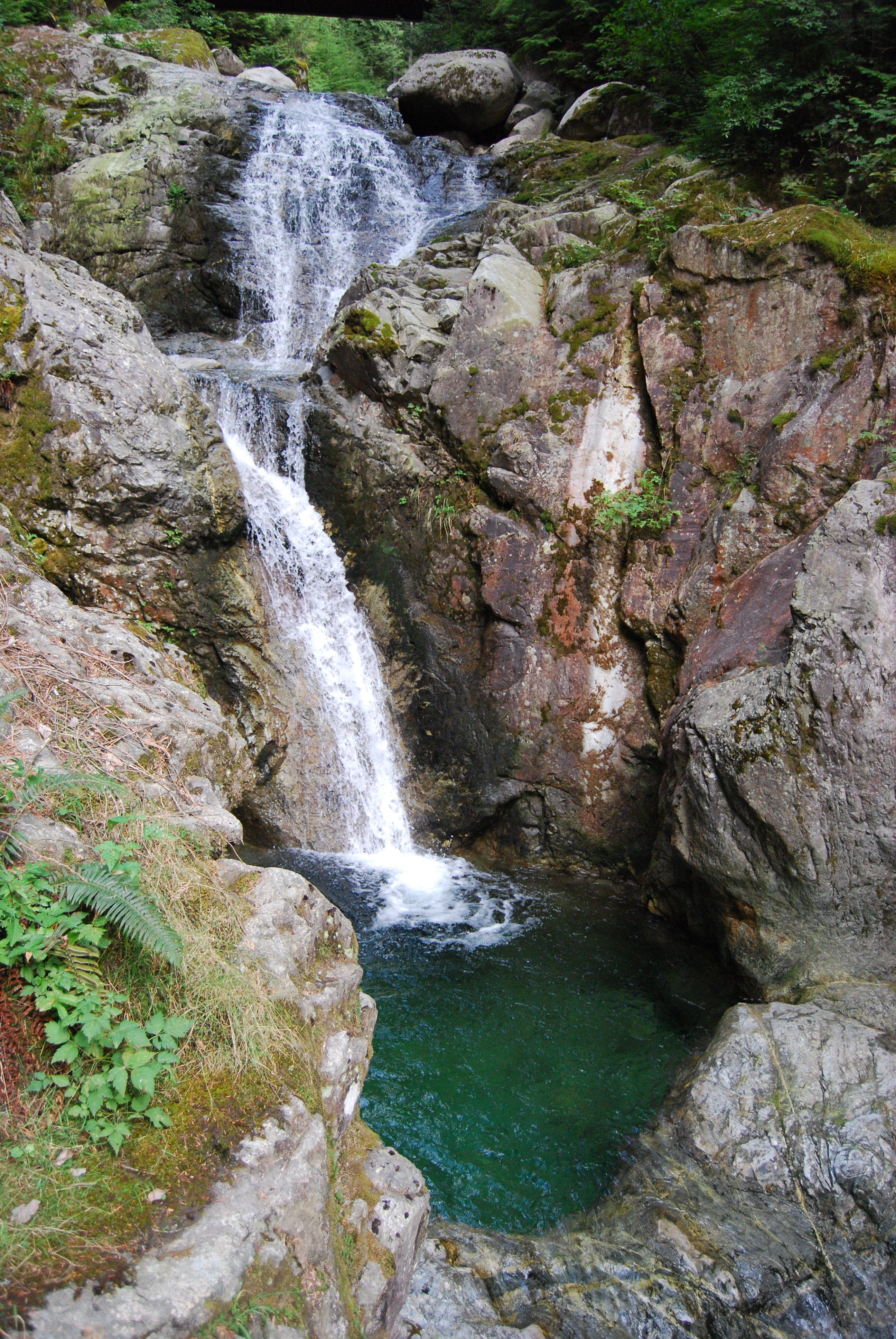
Zwei der oberen Stufen des McDonald Falls

Der Davis Lake Provincial Park ist ein 192 ha großer Provincial Park in der kanadischen Provinz British Columbia. Der Park liegt, am Übergang vom Lower Mainland zu den Coast Mountains, rund 20 Kilometer nordnordöstlich von Mission und gehört zum Fraser Valley Regional District.

## Anlage
Der Park liegt in einer schmalen Talsohle und wird von der Zugangsstraße, die dann weiter in Richtung Nordwest führt, durchquert. Die Park, welcher aus mehreren romboidförmig angeordneten rechteckigen Flächen besteht, hat eine Breite von höchstens 1 Kilometer bei einer maximalen Länge von etwa 2 Kilometern. An der östlichen und westlichen Seite zieht sich der Park relativ steil etwa 300 bis 400 Meter an den umliegenden Berghänge empor.
Kernstück des Parks ist der zentral gelegene, namensgebende Davis Lake. In den 26 ha großen See münden mehrere kleine Bäche ein, unter anderem auch der Davis Creek und der Murdo Creek. Am Murdo Creek finden sich dann auch die McDonald Falls, ein kleiner Wasserfall der in mehreren Stufen insgesamt etwa 24 Meter hinabfällt.
Bei dem Park handelt es sich um ein Schutzgebiet der Kategorie II (Nationalpark).

## Geschichte
Der Park wurde im Jahr 1963 mit einer Größe von 185 acres, das entspricht rund 74,9 ha, eingerichtet. Im Laufe der Zeit wurden dann mehrfach der Status des Parks sowie seine Größe geändert.
Wie jedoch bei fast allen Provinzparks in British Columbia gilt auch für diesen, dass er lange bevor die Gegend von Einwanderern besiedelt oder sie Teil eines Parks wurde, sie Siedlungs- und Jagd-/Fischereigebiet verschiedener Stämme der First Nations, hier hauptsächlich vom Volk der Stó:lō, war.

## Flora und Fauna
Innerhalb des Ökosystems von British Columbia wird das Parkgebiet der Coastal Western Hemlock Zone zugeordnet. Diese biogeoklimatischen Zonen zeichnen sich durch ein jeweils gleiches oder ähnliches Klima sowie gleiche oder ähnliche biologische und geologische Voraussetzungen aus. Daraus resultiert in den jeweiligen Zonen dann ein sehr ähnlicher Bestand an Pflanzen und Tieren.
Nach umfangreichen Fällarbeiten in den 1940er Jahren findet sich im Park kein Primärwald mehr. Die nachgewachsenen Bäume haben jedoch inzwischen einen Durchmesser von bis zu 75 Zentimetern und eine Höhen von bis zu 50 Metern erreicht. Bei den Bäumen handelt es sich hauptsächlich um Westamerikanische Hemlocktanne, vereinzelt finden sich aber auch Douglasien und Riesen-Lebensbäume. Ebenfalls finden sich einzelne Weinblatt-Ahorn und Rot-Erlen. Der Unterwuchs der Bäume setzt sich aus den verschiedenen Farnen und Heidekrautgewächsen zusammen. Es kommen Prachthimbeeren und Heidelbeeren ebenso vor wie Rippenfarn und Schwertfarn (Polystichum munitum).
Auf Grund der geringen Größe des Parks finden sich hier an größeren Säugetieren nur die welche auch in der Umgebung vorkommen. Dies sind neben dem Schwarzbären und dem Wolf verschiedene Maultierhirsche und Wapitis. Die Population an kleineren Säugern, Reptilien und Amphibien wurde bisher nicht genauer untersucht. Ebenso liegen keine gesicherten Daten zum Vogelbestand vor. Jedoch wurden neben dem Fleckenkauz verschiedene Spechtarten wie der Saftlecker gesichtet. Im 30 Meter tiefen See finden sich verschiedene Fische. Dazu gehört neben der Cutthroatforelle auch der Ptychocheilus oregonensis (im englischen Squawfish oder Pikeminnow).

## Benachbarte Parks
In der Umgebung befinden sich noch weitere Provincial Parks. Von besonderem Interesse ist dabei der Golden Ears Provincial Park, da hier eine Übernachtung mit Zelten und Wohnmobilen für längeren Zeitraum möglich ist.

## Aktivitäten
Der Park ist ein kleiner Park für Tagesbesucher. Umfangreiche touristische Infrastruktur bietet er nicht. Schwerpunkt der Besucher sind die beiden Badestrände am Nord- bzw. Südufer des Sees sowie der Wasserfall. Das Zelten im Park ist grundsätzlich erlaubt, jedoch sind keine Flächen dafür vorbereitet. Der Park verfügt über keine Sanitäranlagen. Im Park wurden verschiedene Wanderwege angelegt.